# Buddhistisk Center København
Buddhistisk Center København er en del af Karma Kadjy Skolen Danmark. Centret blev grundlagt af ægteparret Hannah og lama Ole Nydahl i 1972 på opfordring af deres lærer HH D. 16. Karmapa Rangjung Rigpe Dordje. Buddhistisk Center København er et lægmandscenter og repræsenterer diamantvejsbuddhismen, som den praktiseres i den tibetanske Karma Kadjy Skole. Karmapa navngav centret Karma Drub Djy Ling (”Stedet for Karmapas Praksislinie”). I daglig tale kaldte Karmapa dog centret for Modercentret, fordi der herfra skulle udgå et stort antal buddhistiske centre og grupper. Buddhistisk Center København er det første Karma Kadjy center i Danmark og et af de allerførste buddhistiske centre i Vesten overhovedet. Centret er Danmarks største og mest besøgte buddhistiske center.

## Historie
Buddhistisk Center København lå fra 1972 til 1975 i et kælderlokale i baggården på adressen Skindergade 3, 1159 København K. Under HH D. 16. Karmapas første besøg i Danmark i 1974 udtrykte han ønske om, at man fandt en bedre beliggenhed til centret. Karmapa havde i denne forbindelse udvist særlig interesse for ambassadekvarteret på ydre Østerbro, og i 1975 købte sanghaen sammen huset på adressen Svanemøllevej 56, 2100 København Ø. I 1990 købte Karma Kadjy Skolen Danmark huset på Svanemøllevej 54. I 2004 købte skolen huset på Svanemøllevej 52. De tre huse ligger side om side og fungerer som ét stort buddhistisk center.

## Faciliteter
Buddhistisk Center København er særligt kendt for sit meditationsrum, som er malet i traditionel tibetansk stil. Derudover indeholder centret et bibliotek med buddhistisk litteratur og en lille butik med meditationstekster, udstyr til meditationspraksis, bøger m.m. Der er meditation dagligt og de fleste aftener i løbet af ugen er der foredrag.
Udover Buddhistisk Center København har Karma Kadjy Skolen Danmark også et tilbagetrækningscenter på Lolland (sydlige Danmark) og buddhistiske grupper i Holbæk, Odense, Taulov, Silkeborg, Århus, Esbjerg, Randers og Aalborg.

## Foredrag og meditation
Diamantvejsbuddhisme er praktisk orienteret, derfor handler alle foredrag og kurser først og fremmest om meditation og om, hvordan man kan bruge buddhismen i hverdagen.
Centret har omkring 200 buddhister tilknyttet, hvoraf langt de fleste praktiserer de forberedende praksiser (ngøndroen) eller er færdig med denne. De forberedende praksiser består af: glidefald, meditation på Diamantsind, mandala-gaver og guru yoga. Hver praksis indebærer 100.000 gentagelser og det tager ofte mellem 2 og 6 år at færdiggøre (alt afhængigt af tid og kræfter).

## Centrets arbejdsgang
Alt arbejde i centre grundlagt af Hannah og lama Ole Nydahl foregår frivilligt og ulønnet. Grundlaget er venskab og idealisme og strukturen er flad. Arbejdet udføres af både centerbeboere og af buddhister tilknyttet centret.
Buddhistisk Center København har opdelt det daglige arbejde i udvalg, som varetager forskellige arbejdsområder: informationsudvalg (skriver og designer informationsmateriale om buddhisme), web-udvalg (varetager skolens hjemmesider), økonomi-udvalg (varetager skolens økonomi), programudvalg (arrangerer og afholder foredrag og kurser), ejendomsudvalg (vedligeholder skolens ejendomme på Svanemøllevej) og Sungraph (forlag, butik og bibliotek).
Skolens bestyrelse består af 11 medlemmer: en repræsentant fra hvert udvalg, repræsentanter for sanghaen i henholdsvis Jylland/Fyn, Lolland og Sjælland, en kasserer, en formand, en ansvarlig for skolens ejendomme samt Hannah og lama Ole Nydahl.

## Centrets dagligdag
Der bor omkring 30 beboere i Buddhistisk Center Københavns tre huse. Alle lever helt almindelige liv med uddannelse, arbejde, partnere, familie og et aktivt fritidsliv. Derudover kommer der dagligt mange buddhister fra både ind- og udland for at besøge centret, hjælpe til med arbejdet, meditere osv.
Centerbeboerne lever som i et kollektiv med fælles spisning hver aften, husmøder, hygge, fester osv. Alle beboere i centret er praktiserende buddhister.

## Links
http://www.buddha.dk (national hjemmeside for Karma Kadjy Skolen Danmark).

http://www.buddha-kbh.dk Arkiveret 17. august 2009 hos  Wayback Machine (officiel hjemmeside for Buddhistisk Center København).

http://www.karmapa.org (officiel hjemmeside for HH D. 17. Karmapa Thaye Dordje, Karma Kadjy Skolens åndelige overhoved).

http://www.lamaole.org (officiel hjemmeside for lama Ole Nydahl, grundlægger af over 500 diamantvejsbuddhistiske centre under Karma Kadjy Skolen).

http://www.diamondway-buddhism.org/pdf/travelplan.pdf Arkiveret 27. september 2007 hos  Wayback Machine (officiel rejseplan for lama Ole Nydahl).